# The Settlers II: Зарождение цивилизаций
«The Settlers II: Зарождение цивилизаций» (нем. Die Siedler: Aufbruch der Kulturen) — компьютерная игра в жанре градостроительного симулятора с элементами стратегии в реальном времени, разработанная студией Funatics Studio и выпущенная компанией Ubisoft в 2008 году для Microsoft Windows. Игра основана на компьютерной игре The Settlers II: 10th Anniversary и во многом повторяет её игровой процесс. Вместе с данной игрой и оригинальной The Settlers II входит в «классическую» подсерию серии The Settlers.

## Игровой процесс
См. также Игровой процесс The Settlers II: 10th Anniversary.
Игра построена на движке ремейка The Settlers II: 10th Anniversary и во многом повторяет его игровой процесс, являясь градостроительным симулятором с элементами стратегии в реальном времени. Игра содержит 11 миссий, в которых игрок управляет за одну из трёх рас — египтяне, шотландцы и баварцы. Игра входит в «традиционную» серию The Settlers наряду с The Settlers II и её юбилейного переиздания. Несмотря на это, игра вносит ряд изменений в игровой процесс.
Различные расы в игре не только различаются эстетически, но и имеют различные экономические модели, строения и воинов. Экономика египтян очень проста, в ней нет длинных цепочек экономических процессов, и она может быстро производить большое количество солдат, которые, однако, относительно слабы. Шотландцы, напротив, имеют куда более сложную экономику с многоступенчатыми процессами, а наём армии занимает большее количество времени, зато шотландские солдаты очень сильны. Экономика и солдаты баварцев находятся посередине. Также в игре присутствует магия, благодаря которой каждая раса может запрашивать у богов экономическую или военную помощь. Определённые экономические процессы были усложнены: так, пекарю в The Settlers II и «Юбилейном издании» для создания хлеба необходимы были вода и мука, а в «Зарождении цивилизаций» им также требуется соль, которую необходимо добывать в шахтах. Ещё одним нововведением является жертвенный храм; если игрок оставит на алтаре определённое количество ресурсов, поселение получит временный бонус: например, здания будут перемещаться в зоны, недоступные врагам; солдаты будут получать бонус к атаке; или товары будут производиться быстрее. Среди упрощений — отсутствие отдельных видов инструментов; в игре только один тип инструментов, которые могут использовать все работники для различных задач. Для однопользовательского режима существует настраиваемый уровень сложности.
В игре есть трёхмерное сетевое лобби, в котором игроки могут присоединяться к многопользовательским играм или создавать собственные, общаться с другими игроками в чате, добавлять друг друга в списки друзей, отправлять электронные письма и посещать портного для изменения внешнего вида своего Аватара. Также в лобби есть таверна, в которой игроки могут соревноваться друг с другом в трёх мини-играх — кости, шахматы и техасский холдем, — победа в которых принесёт игроку очки опыта и деньги, которые можно потратить на покупку новых аватаров.

## Сюжет
По сюжету игры, во время подготовки к Олимпийским играм, боги Олимпа заметили, что люди стали одержимы деньгами, ведут войны друг с другом для завоевания всё новых и новых земель, в процессе оставляя на земле мусор. Испытав отвращение к их поведению, Олимп решил отменить игры. Ангелы Коста и Теофан, наблюдавшие за человечеством, объяснили Олимпу, что если бы все жили в мире и взаимоуважении, всё было бы чрезвычайно скучным. По этой причине они предложили дать людям последний шанс показать богам, что они достойны. К величайшему неудовольствию богини Сехмет, преследовавшей свои собственные цели, Олимп согласился, выдав каждой нации свои задания, пообещав простить людей после их выполнения. Сехмет, напротив, решила мешать людям выполнять задания Олимпа любыми доступными способами.

## Разработка и выпуск
В сентябре 2008 года на движке The Settlers II: 10th Anniversary был выпущен духовный игры — Die Siedler: Aufbruch der Kulturen, изначально доступный только на немецком языке. В 2009 и 2010 годах локализованные версии игры были выпущены в Польше (The Settlers: Narodziny Kultur) и России («The Settlers 2: Зарождение цивилизаций») соответственно. Основным разработчиком игры выступила студия Funatics Studio, состоящая из бывших сотрудников Blue Byte. Рональд Каульбах, международный брэнд-менеджер Ubisoft, заявил перед выпуском игры:

Мы бы хотели внести ясность для всех фанатов Settlers и рассказать, на что они могут рассчитывать в каждой игре Settlers. Есть «традиционная» серия, в которую входят новая игра «Зарождение цивилизаций», ранее выпущенное «Юбилейное издание» и порт Settlers II на Nintendo DS. Эти традиционные игры выполнены в стиле старых игр Settlers. А ещё есть «эволюционная» серия, в которую входят игры с новыми стилями геймплея и графики.

В интервью с Eurogamer.de сценаристка и геймдизайнер Кэтлин Кунце объяснила решение разделить франшизу тем, что «это на самом деле было решение фанатов. Были те, кто говорили „мы хотим продолжения концепта старых Settlers“, которым было очень весело играть в оригинальные Settlers II. А ещё были те, кто постоянно хотят чего-то нового. Наш фэндом развился по такому пути, в той или иной степени. Однако из-за этого у нас много разобщённости в сообществе, так что мы решили называть игры „традиционными“ и „эволюционными“».